# Joel García (futbolista)
Joel Raymundo García Chacón (Ciudad de México, México; 12 de abril de 1998) es un futbolista mexicano. Juega como portero en el Club Santos Laguna de la Liga BBVA MX

## Trayectoria
Comenzó jugando fútbol en el Instituto Potosino. A sus 12 años de edad se integró a las fuerzas básicas del San Luis Fútbol Club y en el 2013 fue reclutado por el Club Santos Laguna. Empezó jugando con el equipo sub-15 lagunero, llegando a semifinales del torneo verano 2013. A partir del 2014 empezó a jugar con la categoría sub-17. El 12 de enero de ese año se vio envuelto en un accidente que tuvo el camión de su equipo cuando regresaban a la ciudad de Torreón después de haber jugado ante el equipo de Cruz Azul, el médico del equipo falleció y Joel fue dado de alta del hospital tres días después del accidente. Unos meses más tarde logró el subcampeonato del torneo apertura 2014 al perder la final ante el Club de Fútbol Monterrey. En abril de 2015 se coronó campeón de la Dallas Cup al derrotar a Monterrey en la final. Obtuvo el título del torneo Apertura 2015 al derrotar a Pachuca en la final y al siguiente torneo llegó nuevamente a la final contra Pachuca, esta vez perdiendo y logrando el subcampeonato.

## Selección nacional

### Categorías inferiores
México Sub-15
Recibió sus primeros llamados a selección a inicios del 2012. En junio se coronó campeón del "Torneo Golden Talent" realizado en Holanda. En noviembre fue nuevamente llamado a una concentración en Guadalajara. En el 2013 disputó la Copa México de Naciones Sub-15, de donde fue eliminado en fase de grupos.
México Sub-16
En agosto de 2014 fue llamado para disputar la Copa México de Naciones Sub-16, en donde fue eliminado en cuartos de final por Brasil.
México Sub-17
A inicios de 2015 participó en la Copa Chivas Internacional, donde su selección terminó en cuarto lugar de la competencia. En octubre fue convocado para disputar la Copa Mundial de Fútbol Sub-17 de 2015. Terminó en cuarto lugar de la competencia al perder ante Bélgica.
México Sub-20
Fue convocado para participar en la Copa Mundial de Fútbol Sub-20 de 2017, donde fue eliminado en cuartos de final por la selección de Inglaterra.
México Sub-21
En noviembre de 2016 fue convocado para disputar un torneo de preparación en China, del cual resultado campeón. En agosto de 2017 recibió una nueva convocatoria para una concentración. A inicios de 2018 tuvo otro llamado para a una concentración.

## Palmarés

### Campeonatos nacionales
| Título                            | Equipo                     | País   | Año    |
| --------------------------------- | -------------------------- | ------ | ------ |
| Primera División de México Sub-17 | Club Santos Laguna Sub-17  | México | A-2015 |
| Primera División de México Sub-20 | Club Santos Laguna Sub-20  | México | A-2017 |
| Primera División de México        | Club Santos Laguna         | México | C-2018 |
| Liga de Expansión MX              | Tampico Madero Fútbol Club | México | G-2020 |

### Campeonatos internacionales
| Título     | Equipo                    | País           | Año  |
| ---------- | ------------------------- | -------------- | ---- |
| Dallas Cup | Club Santos Laguna Sub-17 | Estados Unidos | 2015 |

### Campeonatos internacionales amistosos
| Título               | Equipo                     | País         | Año  |
| -------------------- | -------------------------- | ------------ | ---- |
| Torneo Golden Talent | Selección de México Sub-15 | Países Bajos | 2012 |